# Natação no Campeonato Mundial de Esportes Aquáticos de 2022
Os eventos da natação no Campeonato Mundial de Esportes Aquáticos de 2022 [br] ou Campeonato Mundial de Desportos Aquáticos de 2022 [pt] ocorreram entre 18 a 25 de junho de 2022 em Budapeste, Hungria.

## Calendário
| Junho/Julho de 2022 | 17 sex | 18 sáb | 19 dom | 20 seg | 21 ter | 22 qua | 23 qui | 24 sex | 25 sáb | 26 dom | 27 seg | 28 ter | 29 qua | 30 qui | 01 sex | 02 sáb | 03 dom | Final por esportes |
| ------------------- | ------ | ------ | ------ | ------ | ------ | ------ | ------ | ------ | ------ | ------ | ------ | ------ | ------ | ------ | ------ | ------ | ------ | ------------------ |
| Natação             |        | 5      | 4      | 5      | 5      | 5      | 5      | 6      | 7      |        |        |        |        |        |        |        |        | 42                 |

## Eventos
42 eventos com atribuição de medalhas foram realizados. 
Horário local (UTC+2).
| H | Eliminatórias | ½ | Semifinal | F | Final |

| Data →               | Sab 18 | Sab 18 | Dom 19 | Dom 19 | Seg 20 | Seg 20 | Ter 21 | Ter 21 | Qua 22 | Qua 22 | Qui 23 | Qui 23 | Sex 24 | Sex 24 | Sab 25 | Sab 25 |
| Evento ↓             | M      | N      | M      | N      | M      | N      | M      | N      | M      | N      | M      | N      | M      | N      | M      | N      |
| -------------------- | ------ | ------ | ------ | ------ | ------ | ------ | ------ | ------ | ------ | ------ | ------ | ------ | ------ | ------ | ------ | ------ |
| 50 m nado livre      |        |        |        |        |        |        |        |        |        |        | H      | ½      |        | F      |        |        |
| 100 m nado livre     |        |        |        |        |        |        | H      | ½      |        | F      |        |        |        |        |        |        |
| 200 m nado livre     |        |        | H      | ½      |        | F      |        |        |        |        |        |        |        |        |        |        |
| 400 m nado livre     | H      | F      |        |        |        |        |        |        |        |        |        |        |        |        |        |        |
| 800 m nado livre     |        |        |        |        | H      |        |        | F      |        |        |        |        |        |        |        |        |
| 1500 m nado livre    |        |        |        |        |        |        |        |        |        |        |        |        | H      |        |        | F      |
| 50 m nado costas     |        |        |        |        |        |        |        |        |        |        |        |        | H      | ½      |        | F      |
| 100 m nado costas    |        |        | H      | ½      |        | F      |        |        |        |        |        |        |        |        |        |        |
| 200 m nado costas    |        |        |        |        |        |        |        |        | H      | ½      |        | F      |        |        |        |        |
| 50 m nado peito      |        |        |        |        | H      | ½      |        | F      |        |        |        |        |        |        |        |        |
| 100 m nado peito     | H      | ½      |        | F      |        |        |        |        |        |        |        |        |        |        |        |        |
| 200 m nado peito     |        |        |        |        |        |        |        |        | H      | ½      |        | F      |        |        |        |        |
| 50 m nado borboleta  | H      | ½      |        | F      |        |        |        |        |        |        |        |        |        |        |        |        |
| 100 m nado borboleta |        |        |        |        |        |        |        |        |        |        | H      | ½      |        | F      |        |        |
| 200 m nado borboleta |        |        |        |        | H      | ½      |        | F      |        |        |        |        |        |        |        |        |
| 200 m nado medeley   |        |        |        |        |        |        | H      | ½      |        | F      |        |        |        |        |        |        |
| 400 m nado medeley   | H      | F      |        |        |        |        |        |        |        |        |        |        |        |        |        |        |
| 4×100 m nado livre   | H      | F      |        |        |        |        |        |        |        |        |        |        |        |        |        |        |
| 4×200 m nado livre   |        |        |        |        |        |        |        |        |        |        | H      | F      |        |        |        |        |
| 4×100 m nado medley  |        |        |        |        |        |        |        |        |        |        |        |        |        |        | H      | F      |

| Data →               | Sab 18 | Sab 18 | Dom 19 | Dom 19 | Seg 20 | Seg 20 | Ter 21 | Ter 21 | Qua 22 | Qua 22 | Qui 23 | Qui 23 | Sex 24 | Sex 24 | Sab 25 | Sab 25 |
| Evento ↓             | M      | N      | M      | N      | M      | N      | M      | N      | M      | N      | M      | N      | M      | N      | M      | N      |
| -------------------- | ------ | ------ | ------ | ------ | ------ | ------ | ------ | ------ | ------ | ------ | ------ | ------ | ------ | ------ | ------ | ------ |
| 50 m nado livre      |        |        |        |        |        |        |        |        |        |        |        |        | H      | ½      |        | F      |
| 100 m nado livre     |        |        |        |        |        |        |        |        | H      | ½      |        | F      |        |        |        |        |
| 200 m nado livre     |        |        |        |        | H      | ½      |        | F      |        |        |        |        |        |        |        |        |
| 400 m nado livre     | H      | F      |        |        |        |        |        |        |        |        |        |        |        |        |        |        |
| 800 m nado livre     |        |        |        |        |        |        |        |        |        |        | H      |        |        | F      |        |        |
| 1500 m nado livre    |        |        | H      |        |        | F      |        |        |        |        |        |        |        |        |        |        |
| 50 m nado costas     |        |        |        |        |        |        | H      | ½      |        | F      |        |        |        |        |        |        |
| 100 m nado costas    |        |        | H      | ½      |        | F      |        |        |        |        |        |        |        |        |        |        |
| 200 m nado costas    |        |        |        |        |        |        |        |        |        |        | H      | ½      |        | F      |        |        |
| 50 m nado peito      |        |        |        |        |        |        |        |        |        |        |        |        | H      | ½      |        | F      |
| 100 m nado peito     |        |        | H      | ½      |        | F      |        |        |        |        |        |        |        |        |        |        |
| 200 m nado peito     |        |        |        |        |        |        |        |        | H      | ½      |        | F      |        |        |        |        |
| 50 m nado borboleta  |        |        |        |        |        |        |        |        |        |        | H      | ½      |        | F      |        |        |
| 100 m nado borboleta | H      | ½      |        | F      |        |        |        |        |        |        |        |        |        |        |        |        |
| 200 m nado borboleta |        |        |        |        |        |        | H      | ½      |        | F      |        |        |        |        |        |        |
| 200 m nado medley    | H      | ½      |        | F      |        |        |        |        |        |        |        |        |        |        |        |        |
| 400 m nado medley    |        |        |        |        |        |        |        |        |        |        |        |        |        |        | H      | F      |
| 4×100 m nado livre   | H      | F      |        |        |        |        |        |        |        |        |        |        |        |        |        |        |
| 4×200 m nado livre   |        |        |        |        |        |        |        |        | H      | F      |        |        |        |        |        |        |
| 4×100 m nado medley  |        |        |        |        |        |        |        |        |        |        |        |        |        |        | H      | F      |

| Data →              | Sab 18 | Sab 18 | Dom 19 | Dom 19 | Seg 20 | Seg 20 | Ter 21 | Ter 21 | Qua 22 | Qua 22 | Qui 23 | Qui 23 | Sex 24 | Sex 24 | Sab 25 | Sab 25 |
| Evento ↓            | M      | N      | M      | N      | M      | N      | M      | N      | M      | N      | M      | N      | M      | N      | M      | N      |
| ------------------- | ------ | ------ | ------ | ------ | ------ | ------ | ------ | ------ | ------ | ------ | ------ | ------ | ------ | ------ | ------ | ------ |
| 4×100 m nado livre  |        |        |        |        |        |        |        |        |        |        |        |        | H      | F      |        |        |
| 4×100 m nado medley |        |        |        |        |        |        | H      | F      |        |        |        |        |        |        |        |        |

## Medalhistas
Masculino
a  Nadadores que participaram das eliminatórias e só receberam medalhas.
Feminino
| Evento                   | Ouro | Ouro     | Prata | Prata    | Bronze | Bronze   |
| ------------------------ | --- | -------- | --- | -------- | --- | -------- |
| 50 m livre detalhes      | SWE Sarah Sjöström | 23.98    | POL Katarzyna Wasick | 24.18    | AUS Meg HarrisUSA Erika Brown | 24.38    |
| 100 m livre detalhes     | AUS Mollie O'Callaghan | 52.67    | SWE Sarah Sjöström | 52.80    | USA Torri Huske | 52.92    |
| 200 m livre detalhes     | CHN Yang Junxuan | 1:54.92  | AUS Mollie O'Callaghan | 1:55.22  | CHN Tang Muhan | 1:56.25  |
| 400 m livre detalhes     | USA Katie Ledecky | 3:58.15  | CAN Summer McIntosh | 3:59.39  | USA Leah Smith | 4:02.08  |
| 800 m livre detalhes     | USA Katie Ledecky | 8:08.04  | AUS Kiah Melverton | 8:18.77  | ITA Simona Quadarella | 8:19.00  |
| 1500 m livre detalhes    | USA Katie Ledecky | 15:30.15 | USA Katie Grimes | 15:44.89 | AUS Lani Pallister | 15:48.96 |
| 50 m costas detalhes     | CAN Kylie Masse | 27.31    | USA Katharine Berkoff | 27.39    | FRA Analia Pigrée | 27.40    |
| 100 m costas detalhes    | USA Regan Smith | 58.22    | CAN Kylie Masse | 58.40    | USA Claire Curzan | 58.67    |
| 200 m costas detalhes    | AUS Kaylee McKeown | 2:05.08  | USA Phoebe Bacon | 2:05.12  | USA Rhyan White | 2:06.96  |
| 50 m peito detalhes      | LTU Rūta Meilutytė | 29.70    | ITA Benedetta Pilato | 29.80    | RSA Lara van Niekerk | 29.90    |
| 100 m peito detalhes     | ITA Benedetta Pilato | 1:05.93  | GER Anna Elendt | 1:05.98  | LTU Rūta Meilutytė | 1:06.02  |
| 200 m peito detalhes     | USA Lilly King | 2:22.41  | AUS Jenna Strauch | 2:23.04  | USA Kate Douglass | 2:23.20  |
| 50 m borboleta detalhes  | SWE Sarah Sjöström | 24.95    | FRA Mélanie Henique | 25.31    | CHN Zhang Yufei | 25.32    |
| 100 m borboleta detalhes | USA Torri Huske | 55.64    | FRA Marie Wattel | 56.14    | CHN Zhang Yufei | 56.41    |
| 200 m borboleta detalhes | CAN Summer McIntosh | 2:05.20  | USA Hali Flickinger | 2:06.08  | CHN Zhang Yufei | 2:06.32  |
| 200 m medley detalhes    | USA Alexandra Walsh | 2:07.13  | AUS Kaylee McKeown | 2:08.57  | USA Leah Hayes | 2:08.91  |
| 400 m medley detalhes    | CAN Summer McIntosh | 4:32.04  | USA Katie Grimes | 4:32.67  | USA Emma Weyant | 4:36.00  |
| 4x100 m livre detalhes   | AUS Austrália Mollie O'Callaghan (52.70) Madison Wilson (52.60) Meg Harris (53.00) Shayna Jack (52.65) Leah Neale[b] Brianna Throssell[b]                               | 3:30.95  | CAN Canadá Kayla Sanchez (53.45) Taylor Ruck (52.92) Maggie Mac Neil (53.27) Penny Oleksiak (52.51) Rebecca Smith[b] Katerine Savard[b]                  | 3:32.15  | USA Estados Unidos Torri Huske (52.96) Erika Brown (53.30) Kate Douglass (53.61) Claire Curzan (52.71) Mallory Comerford[b] Natalie Hinds[b]                             | 3:32.58  |
| 4x200 m livre detalhes   | USA Estados Unidos Claire Weinstein (1:56.71) Leah Smith (1:56.47) Katie Ledecky (1:53.67) Bella Sims (1:54.60) Alexandra Walsh[b] Hali Flickinger[b]                   | 7:41.45  | AUS Austrália Madison Wilson (1:56.74) Leah Neale (1:55.27) Kiah Melverton (1:55.91) Mollie O'Callaghan (1:55.94) Lani Pallister[b] Brianna Throssell[b] | 7:43.86  | CAN Canadá Summer McIntosh (1:54.79) WJ Kayla Sanchez (1:57.39) Taylor Ruck (1:56.75) Penny Oleksiak (1:55.83) Mary-Sophie Harvey[b] Katerine Savard[b] Rebecca Smith[b] | 7:44.76  |
| 4x100 m medley detalhes  | USA Estados Unidos Regan Smith (58.40) Lilly King (1:05.89) Torri Huske (56.67) Claire Curzan (52.82) Rhyan White[b] Alexandra Walsh[b] Natalie Hinds[b] Erika Brown[b] | 3:53.78  | AUS Austrália Kaylee McKeown (58.77) Jenna Strauch (1:05.99) Brianna Throssell (57.19) Mollie O'Callaghan (52.30) Madison Wilson[b]                      | 3:54.25  | CAN Canadá Kylie Masse (58.39) Rachel Nicol (1:07.17) Maggie Mac Neil (56.80) Penny Oleksiak (52.65) Ingrid Wilm[b] Kelsey Wog[b] Kayla Sanchez[b]                       | 3:55.01  |

b  Nadadoras que participaram das eliminatórias e só receberam medalhas.
Misto (Masculino e Feminino)
c  Nadadores que participaram das eliminatórias e só receberam medalhas.

## Quadro de medalhas
Nação anfitriã
| Ordem  | País           | Medalha de ouro | Medalha de prata | Medalha de bronze | Total |
| ------ | -------------- | --------------- | ---------------- | ----------------- | ----- |
| 1      | Estados Unidos | 17              | 12               | 16                | 45    |
| 2      | Austrália      | 6               | 9                | 2                 | 17    |
| 3      | Itália         | 5               | 2                | 2                 | 9     |
| 4      | Canadá         | 3               | 4                | 4                 | 11    |
| 5      | França         | 2               | 4                | 2                 | 8     |
| 6      | Suécia         | 2               | 2                | 0                 | 4     |
| 7      | Hungria        | 2               | 0                | 0                 | 2     |
| 7      | Roménia        | 2               | 0                | 0                 | 2     |
| 9      | Reino Unido    | 1               | 1                | 3                 | 5     |
| 10     | China          | 1               | 0                | 4                 | 5     |
| 11     | Lituânia       | 1               | 0                | 1                 | 2     |
| 12     | Alemanha       | 0               | 3                | 1                 | 4     |
| 13     | Japão          | 0               | 2                | 2                 | 4     |
| 14     | Brasil         | 0               | 1                | 1                 | 2     |
| 14     | Países Baixos  | 0               | 1                | 1                 | 2     |
| 14     | Polónia        | 0               | 1                | 1                 | 2     |
| 17     | Coreia do Sul  | 0               | 1                | 0                 | 1     |
| 18     | África do Sul  | 0               | 0                | 1                 | 1     |
| 18     | Ucrânia        | 0               | 0                | 1                 | 1     |
| Totaal | Totaal         | 42              | 43               | 42                | 127   |

Legenda
| Recorde mundial       | Recorde mundial (World record)               |                       | Recorde africano                      | Recorde africano (African) |                                           | Q | Classificado por posição (Qualified) |
| Recorde do campeonato | Recorde do campeonato (Championship record)  | Recorde da América    | Recorde da América (Americas)         | q                          | Classificado por melhor tempo (Qualified) |   |                                      |
| Melhor marca do ano   | Melhor marca do ano (World leading)          | Recorde asiático      | Recorde asiático (Asian)              | DNS                        | Não largou (Did not start)                |   |                                      |
| Recorde nacional      | Recorde nacional (National record)           | Recorde europeu       | Recorde europeu (European)            | DNF                        | Não terminou (Did not finish)             |   |                                      |
| Recorde pessoal       | Recorde pessoal do atleta (Personal best)    | Recorde da Oceania    | Recorde da Oceania (Oceania)          | DSQ / DQ                   | Desclassificado (Disqualified)            |   |                                      |
| Recorde da temporada  | Recorde da temporada do atleta (Season best) | Recorde sul-americano | Recorde sul-americano (South America) | NM                         | Sem marca (No mark)                       |   |                                      |